# Врес сюр Сьомоа
Врес сюр Сьомоа (на френски: Vresse-sur-Semois) е селище в Южна Белгия, окръг Динан на провинция Намюр. Населението му е около 2800 души (2006).